# Lak
Lak (njem. Lack < franc. laque < arap. lakk < perz. lāk < staroindijski lāksā, rāksā, prema rajyati: bojiti se, biti crven) je otopina ili disperzija veziva, a može sadržavati i niz različitih dodataka. Nakon sušenja ostaje na podlozi kao ravnomjeran (kompaktan) prozirni (transparentan) film. Upotrebljava se pretežno za drvo, jer je često poželjno da se sačuva njegov lijepi izgled. U težim uvjetima korištenja dolazi do izražaja i zaštitna uloga lakova (parketi, kuhinjski namještaj, drvene površine na brodovima i slično). Za mineralne podloge lakovi se primjenjuju pri zaštiti fasadne opeke, crijepa, betona i kamena. Za metalne površine upotrebljavaju se ili izravno (na primjer aluminij, unutrašnje stijenki konzervi, žica) ili kao završni gornji sloj na pigmentiranom sustavu, s namjerom da se dobije punoća i sjaj (metalizirani auto lakovi) ili bolja zaštita (vinilni lak na vinilno-alkidnoj lak boji). Uz dodatak topljivih pigmenata dobiju se prozirni obojeni lakovi za namještaj, muzičke instrumente i slično.

## Povijest
Riječ lak potječe od sanskrtske riječi laksha, što znači broj 100 000, to jest nešto beskonačno mnogo, a odnosi se na jednu vrstu biljne uši koja u velikom mnoštvu živi na biljkama roda Ficus u nekim tropskim krajevima. U hinduskom jeziku riječju lakh označuje se smolasta tvar nastala iz ekskreta ličinke te uši. 
Početkom 20. stoljeća otkrivene su na stijenama špilja u različitim dijelovima svijeta poznate zidne slikarije iz prapovijesnog doba. Slikarije su često urezivane kamenom, a kao alat špiljski je čovjek upotrebljavao šuplje kosti za puhanje zemljanih boja, te kistove od dlake ili pera. Zemljane boje (željezni i manganovi oksidi, kreda, talk, kaolin), zatim drveni i koštani ugljen, samljeven u prah i pomiješan s vezivom (mast, med, krv, mlijeko, vosak, smola, biljni sok), bile su prve boje koje su ljudi poznavali. Prije bojenja paleolitski čovjek je upotrebljavao već i podlogu od smole ili masti pomoću koje je vezao boju za površinu stijene pećine. 
U prostoru između Sredozemnog mora i Perzijskog zaljeva razvijala se od najranijih vremena jaka likovna kultura. U toj kulturnoj sredini prevladavaju crna, bijela, smeđa, crvena i plava boja. Drevni Egipćani upotrebljavaju već otopinu smole za impregniranje prilikom prepariranja mumija. Poznaju drveni i koštani ugljen, oker, kredu, cinober i malahit. Od veziva upotrebljavaju kožno tutkalo, bjelanjak, žutanjak, vosak i kazein. Iz tog su doba i počeci slikanja freski (zidne slike na svježoj žbuci). Razvitak likovne umjetnosti bio je osobito jak u staroj Grčkoj. Pigmenti su bili bijele, crne, crvene i žute zemljane boje, a vezivo vosak, konopljino i makovo ulje, tutkalo i med. Način slikanja bio je fresko i tempera (tehnika slikanja bojama od smjese pigmenata i različitih ljepljivih tvari, ponajviše žumanjka, smolastih ljepila i slično). Kasnije se razvilo slikarstvo na drvenim i koštenim pločicama s voskom kao vezivom za zemljane boje, što je bio napredak prema slikanju s temperama ili slikanju fresaka. 
Za zaštitu drvenih i metalnih površina već su se u prošlosti s većim ili manjim uspjehom upotrebljavale različite vrste prirodnih smola i balzama, voskovi, ekstrakti biljaka, masnoće, bitumenske tvari iz Mrtvog mora i slično. Obojenja su se dobivala utrljavanjem zemljanih boja u vezivo ili pomoću obojenih tvari iz raznovrsnih biljaka tropskog i suptropskog podneblja. U srednjem vijeku kao zaštitna sredstva bile su već poznate neke vrste uljanih boja, asfaltnih lakova, jantarskih lakova, otopina gumiarabike i slično. Brodovi su se impregnirali i otopljenim smolama u nesušivu ulju. Kasnije se pod utjecajem istočnih zemalja za impregnaciju drva i brodova počelo upotrebljavati i četinarsko ulje. Od Arapa je preuzeto terpentinsko ulje kao otapalo, a kineski utjecaj potaknuo je, između ostaloga, i nekoć vrlo raširenu upotrebu takozvanog ruj laka, koji se pripravljao nepoznatim postupkom od sokova biljke ruj ili sumak (lat. Toxicodendron vernicifluum). Metode i postupci obično su se držali u tajnosti i prelazili su s oca na sina, pa su mnogi načini zaštite ostali zagubljeni. Svi su ti načini u likovnoj umjetnosti i u zaštiti površina više ili manje zadržali kroz čitav srednji i dio novog vijeka. Tek se u 15. stoljeću u Nizozemskoj (braća Eyck) po prvi put počelo upotrebljavati sušivo ulje kao vezivo u koje su se utrljali pigmenti. Sušivo ulje bilo je i ranije poznato (10. stoljeće), ali nije bilo upotrijebljeno u širem smislu. 
Prva proizvodnja zaštitnih pokrivnih sredstva počela je u 17. stoljeću u Nizozemskoj zbog dobro razvijene brodogradnje. U 18. stoljeću počelo se u Francuskoj proizvodnjom firnisa i sušivih ulja. Međutim, prva organizirana proizvodnja lakova i boja u Europi počela je tek u 19. stoljeću. Paralelno se razvijala i proizvodnja pigmenata. Prvi anorganski pigment pripravljen je 1704. Bilo je to pariško modrilo. Zaredali su novi pigmenti, i to među najvažnijima olovno bjelilo (1759), cinober (1785), kromove žute i zelene boje (1809), švajnfurtsko zelenilo (1814), ultramarin (1828), litopon (1850), cinkovo bjelilo (1850), a nakon toga započelo se sintezom organskih pigmenata. 
U vremenu do Prvog svjetskog rata kao veziva u lakovima i bojama prevladavala su prirodna sušiva i polusušiva ulja, a od smola kolofonij (iz balzama drveta četinara), kopali (recentne fosilne smole), šelak (iz smolastog ekskreta ličinke biljne uši), različite vrste bitumena, te niz veziva manje važnosti. Od tada se ponuda sirovina za proizvodnju lakova i boja bitno promijenio. U vremenu između dva svjetska rata, a osobito nakon Drugog svjetskog rata, u proizvodnji lakova i boja prešlo se od iskustvenog (empirijskog) načina rada na razvojno istraživačke studije povezane s kemijskom industrijom i proizvodnjom opreme. Uvedena je nova tehnologija i novi uređaji, te postrojenja za postupke miješanja, dispergiranja, filtriranja, pakiranja i drugo. Proširila se i primjena lakova i boja, pa se bitno promijenio način njihova nanošenja na podlogu i sušenja. Anorganskom i organskom sintezom priređeni pigmenti i punila postojani su u određenim uvjetima (otpornost prema svjetlu, višim temperaturama, kemijskim utjecajima), zatim novi aditivi i nove vrste otapala, a nadasve nove vrste veziva, koja su glavni nosioci kvalitete lakova i boja. 
Na poboljšanje svojstava i povećanje ponude lakova i boja osobit utjecaj imala je sinteza novih vrsta veziva kao glavnih nosilaca njihovih kvaliteta. Prvi važniji korak bio je oplemenjivanje prirodnih smola, što je postalo moguće kada su se pojavile prve fenolne smole (1909.). Čiste fenolne smole, tipa Novolak ili tipa Resol, nisu bile mnogo važne. Međutim, prirodnim smolama izmijenjene fenolne smole tipa Albertol (1917.) značile su bitan napredak u sirovinskoj bazi za lakove i boje (umjetni kopali). To vrijedi i za fenolne smole plastificirane masnim kiselinama i za alkilfenolne smole. Uz razvoj prvih sintetskih smola uvedene su kao vezivo 1920. I otopine celuloznih derivata (otopine celuloznih estera i celuloznih etera), te kloriranih kaučuka (1930.). Te su sirovine u svoje vrijeme označivale pravi preokret u brzini sušenja nanesenog filma. Primjena tih derivata zahtijevala je nove vrste organskih otapala i omekšivača, te novu tehnologiju nanošenja lakova i boja na podlogu. Veoma uspješan razvoj započeo je 1931. sintezom alkidnih smola, a zatim i njihovim modifikacijama s uljima, masnim kiselinama, izocijanatima, stirenima, silikonima i tako dalje. Alkidne smole ostale su do danas glavna sirovinska baza za veziva lakova i boja. Na tržište dolaze stalno nove vrste tih smola, jer se alkidne smole (čiste, gliptalne) mogu lako izmijeniti ugradnjom različitih kemijskih grupa u njihovu molekulu. Poliakrilatne smole (1935.) i njihove disperzije u vodi i danas su vrlo važne sirovine u paleti lakova i boja. Kasnije su se razvile i melaminske smole (1937.), što je omogućilo stvaranje alkidno-melaminskih kombinacija za pečene lakove i boje. 
Naročiti interes pobudili su sintetski proizvodi za pripravu takozvanih reaktivnih lakova i boja. To su višekomponentna prekrivna sredstva kojima komponente međusobno kemijski reagiraju tek na površini na koju su nanesena. Zbog polikondenzacijskih i poliadicijskih reakcija u toku sušenja nastane čvrst film vrlo dobrih zaštitnih svojstava. U tu se grupu ubrajaju lakovi i boje na osnovi poliuretanskih (1937.), poliesterskih i epoksidnih (1948.) smola i njihovih derivata. Poslije 1939. mnoštvo polimera, prije svega polivinilacetat i polivinilklorid, primijenjeno je u industriji lakova i boja, dajući im posebna svojstva koja su važna osobito u graditeljstvu. Razvio se i niz visokomolekularnih tvari kao veziva za lakove i boje, na primjer poliakrilatni esteri, naknadno klorirani polivinilkloridi, disperzije polivinilacetata, stirenbutadieni i tako dalje. Napredak je bio postignut i sintezom silikonskih smola (1950.), koje se primjenjuju u specijalne svrhe ili kao kao modifikatori drugih vrsta smola povećavajući njihovu otpornost prema različitim štetnim utjecajima. 
Preokret u razvoju lakova i boja započeo je sintezom vodotopivih alkidnih smola (1957.). Naime, većina lakova i boja sadrži i do 50% organskih otapala, pa je uvođenje novih sintetskih smola, koje omogućuju upotrebu vode kao otapala uz neznatan dodatak organskih otapala, veliko poboljšanje iz ekonomskih, ekoloških i tehničkih razloga. Nakon primjene prvih vodotopivih alkidnih smola razvila se sinteza i ostalih smola topljivih u vodi kao što su melaminske, fenolne, poliesterske, poliakrilatne, epoksidne, epoksidno-esterske i druge smole, kojih razvoj može značiti preokret u proizvodnji i primjeni lakova i boja. Ta su nova veziva sve više važna, posebno s gledišta zaštite okoliša i sigurnosti od požara. Treba istaknuti i razvoj preškastih smola, ponajviše epoksidnih, za proizvodnju boja u prahu koje se nanose elektrostatski (1965.), te veziva s visokim sadržajem suhe tvari (1973.), što smanjuje upotrebu otapala. Proizvodnja lakova i boja usko je, dakle, povezana s razvojem organske i anorganske sintetske kemije, kojih su mnogi proizvodi osnovne sirovine za lakove i boje.

## Boje i lakovi
Boje i lakovi je skupni naziv za tekuće, do pastozne ili praškaste smjese tvari, koje se u tankom sloju nanose na površinu metala, mineralnih podloga (beton, žbuka i slično), drva, plastike i drugih materijala, gdje fizikalnim ili kemijskim promjenama (sušenje) stvaraju tanak film (nalič, premaz). Osnovna im je namjena zaštita podloge od štetnih utjecaja okoline, a također svojim izgledom i bojom uljepšavaju predmete ili pak služe za njihovo označivanje. Posebne namjene imaju grafičke i slikarske boje, lakovi za nokte i kosu i slično.
Osnovni su sastojci boja i lakova veziva, otapala, pigmenti, punila i dodatci. Lak je naziv za smjesu bez pigmenata i punila, pa je njegov film proziran i bezbojan. Smjesa koja sadrži i bijele, crne ili obojene pigmente, što pak filmu daju neprozirnost i obojenost, a često sadrži i punila, naziva se bojom, a sjajna završna boja lak-bojom. Poluprozirna boja s malo pigmenata, koji drvenoj podlozi daju obojenost, ali njezina struktura ostaje vidljivom, zove se lazura.
Veziva, kao najvažniji sastojci boja i lakova, tvore film koji povezuje sve sastojke međusobno i s podlogom. To su, uz iznimku vodotopljivih silikata, organske tvari, uglavnom polimeri (prirodne i sintetske smole), zatim sušiva ulja (firnis), voskovi, bitumeni, asfalti, derivati celuloze. Najvažnija su veziva poliesterske (uglavnom alkidne), vinilne, akrilne, epoksidne, poliuretanske, silikonske i druge sintetske smole (polimerni materijali). Otapala služe za otapanje veziva i postizanje prikladne viskoznosti za proizvodnju i primjenu boja i lakova. Kako su to hlapljive, zapaljive, po zdravlje i okoliš opasne tekućine, danas se njihova upotreba nastoji izbjeći (upotrebom praškastih boja za metale) ili bar ograničiti (upotrebom boja i lakova s velikim udjelom suhe tvari, zabranom upotrebe najopasnijih vrsta). Najvažnija je ipak zamjena vodom kao otapalom za vodotopljive smole, a pogotovo kao sredstvom u kojem su dispergirane fine čestice organskih polimera, koji imaju ulogu veziva za disperzijske boje.
Dobro prianjanje i trajnost zaštite osigurava podloga očišćena od hrđe, masnoće i drugih nečistoća, a metalne se podloge često i predobrađuju (fosfatiranje, kromiranje, eloksiranje). Boje i lakovi nanose se na podlogu ličenjem (kistom, valjkom), štrcanjem (s pomoću stlačenog zraka, elektrostatički), uranjanjem (običnim ili uz elektroforezu) ili lijevanjem. Iz nanesenog tankog sloja najprije ispari otapalo, što je za neke vrste boja i lakova (na primjer nitro lak) dovoljno za stvaranje suhog filma (fizikalno sušenje). U ostalim vrstama nastaje kemijsko sušenje, tijekom kojega vezivo kemijskom reakcijom prelazi u visokomolekularne prostorno umrežene strukture – čvrsti film. Najčešće su reakcije: polimerizacija (obično kisikom iz zraka ili reakcijom dvaju vrsta veziva) i polikondenzacija. Sve se češće umrežavanje polimera znatno ubrzava s pomoću ultraljubičastog ili infracrvenog zračenja ili bombardiranja elektronskim snopom.
Boje i lakovi razlikuju se prema vrsti i udjelu veziva, prema prozirnosti, obojenosti, sjaju (sjajni, polusjajni i bez sjaja – zagasiti), prema posebnim učincima (metalizirani, fluorescentni), prema ulozi i redoslijedu nanošenja u sustavu zaštite (temeljni, međuslojni, pokrivni), prema zaštitnim svojstvima, podlozi na koju se nanose i tako dalje.

## Vanjske poveznice
- Boje i lakovi Hrvatska tehnička enciklopedija, portal hrvatske tehničke baštine. LZMK